# 1335 Demoulina
1335 Demoulina (1934 RE) là một tiểu hành tinh vành đai chính được phát hiện ngày 7 tháng 9 năm 1934 bởi Reinmuth, K. ở Heidelberg. It rotates slowly, with a spin period of 74.86 giờ.